# Moloma
Moloma (rus. Молома) je rijeka u Kirovskoj oblasti u Rusiji, desni pritok Vjatke.
Duga je 419 km, a površina njenog porječja je 12700 km2.
Zaleđuje se u prvom dijelu studenoga i ostaje zamrznuta sve do kraja travnja.